# Main guidonienne

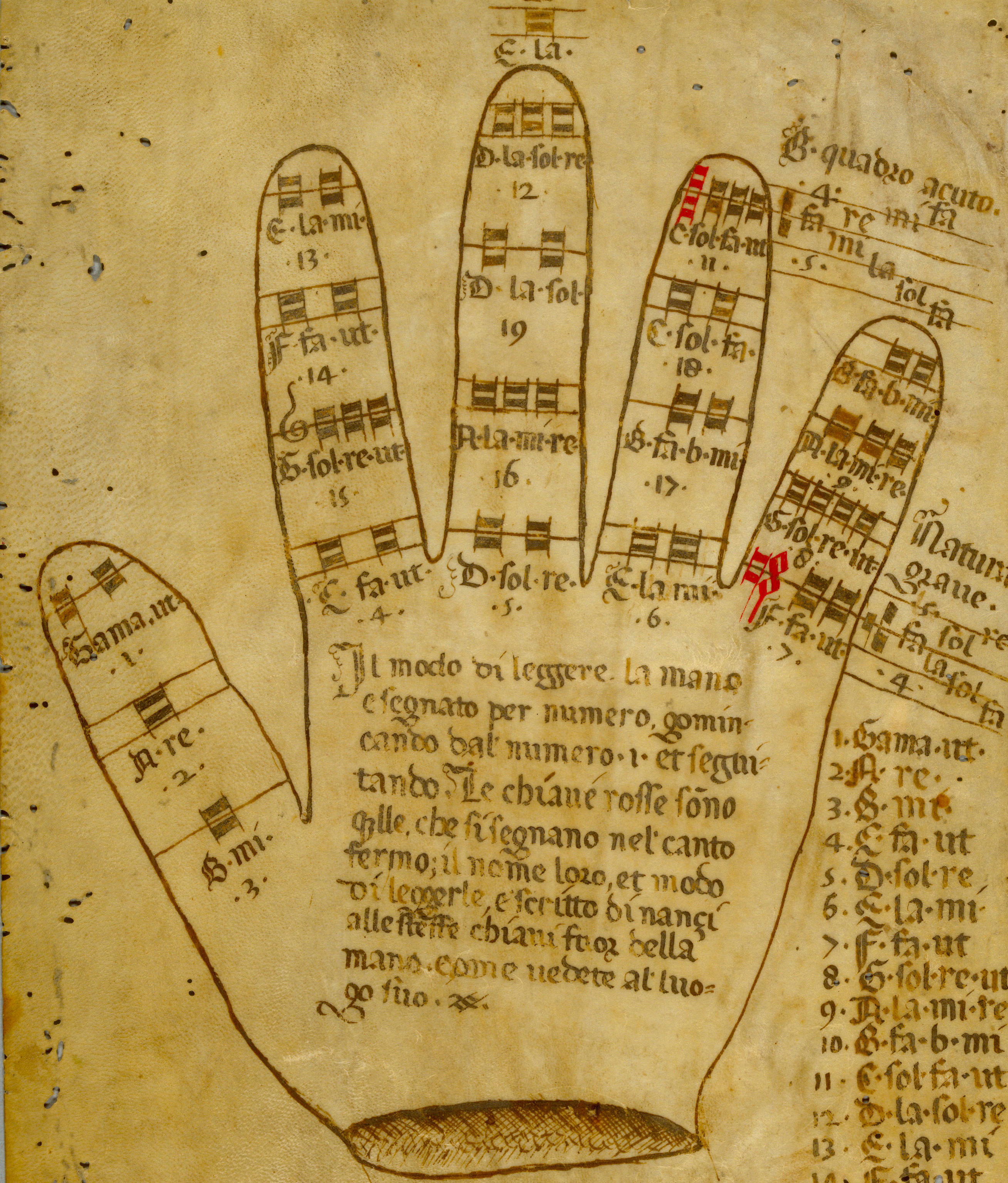
Exemple de main guidonienne, manuscrit de la Bodleian Library.

La main guidonienne, ou main harmonique, est un moyen mnémotechnique de lecture à vue pour le chant en musique médiévale. Son invention est attribuée à Guido d'Arezzo moine du XIè siècle, théoricien de la musique auteur de plusieurs traités. La main servait déjà, dans le comput digital, à trouver les tons et les demi-tons, moyen très utilisé jusqu'au XIIe siècle.
La main guidonienne est étroitement liée aux idées novatrices de Guido sur l'apprentissage de la musique, qui comprennent l'usage d'hexacordes et l'invention du solfège.

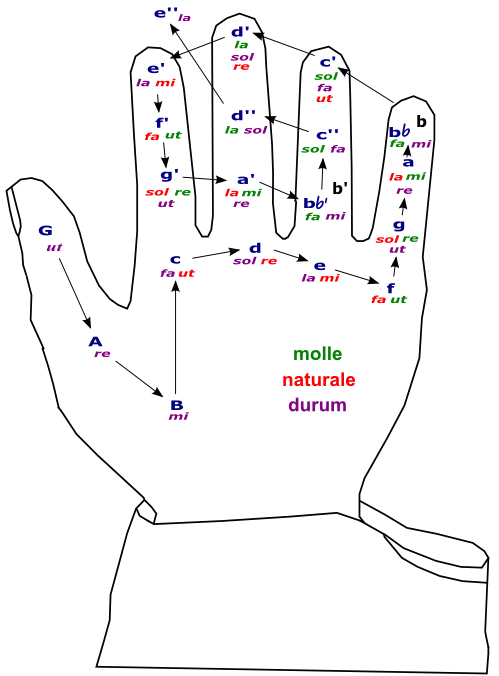
Main guidonienne. Les couleurs indiquent les trois modes de l'hexachorde : durum (par bécarre, équivalent à sol majeur), naturale (par nature, équivalent à do majeur), et molle (par bémol, équivalent à fa majeur).

Guido d'Arezzo indique  au début de chaque portée une lettre clef définissant la valeur d’intonation du morceau et qu’il a appelé gamma, d’où le nom de « gamme »  et a également ajouté une quatrième ligne à la portée. 